# Rambilli
Rambilli est un village du district d'Anakapalli dans l'État d'Andhra Pradesh en Inde. 
Selon le recensement de l'Inde de 2011, la localité compte une population de 10 880 habitants. La commune accueille l'INS Varsha, base pour les sous-marins nucléaires de la Marine indienne.